# Liste der Fornminnen in Torhamn

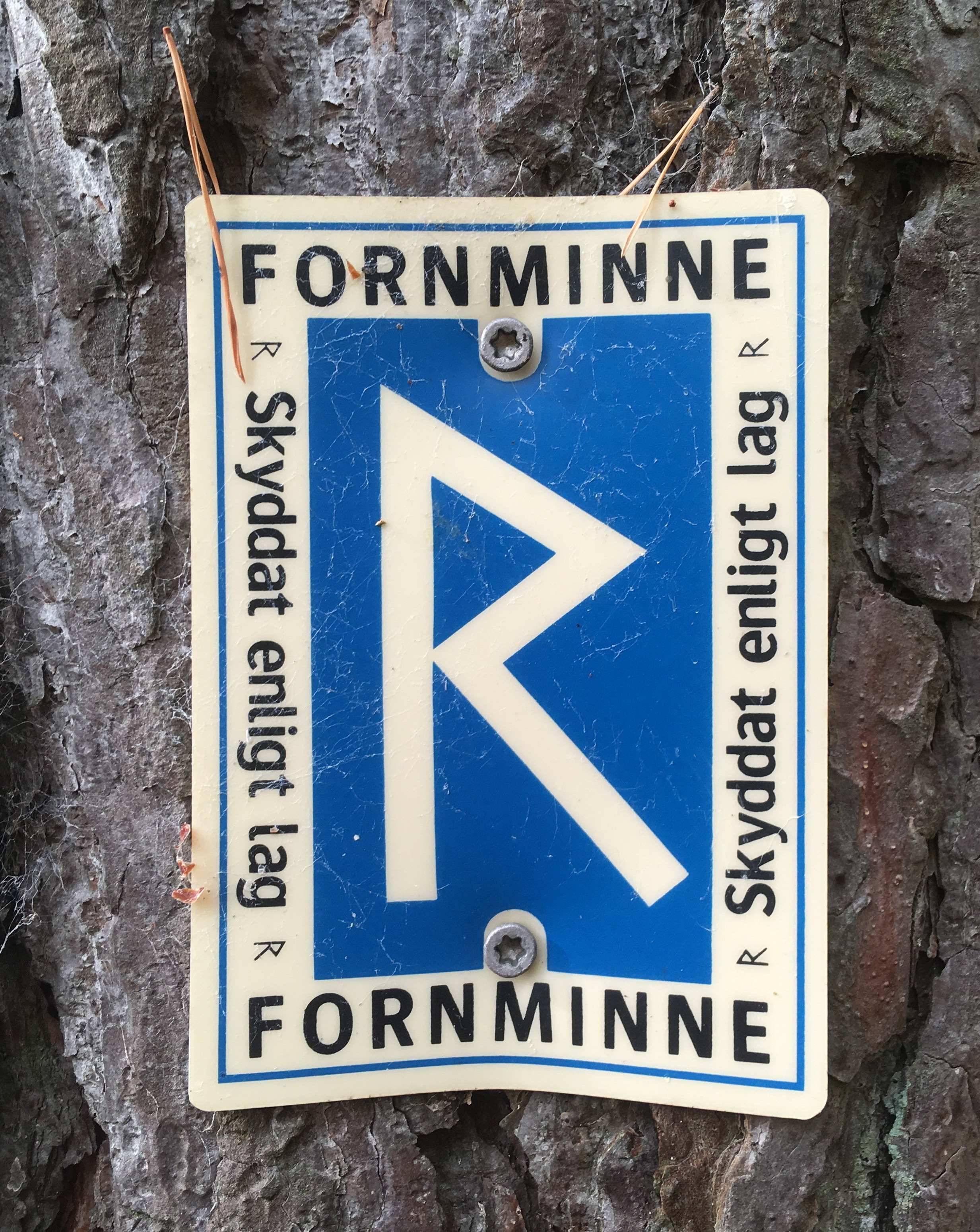
Zeichen für „Fornminnen“ in Schweden

Diese Liste der Fornminnen in Torhamn"L zeigt die „Alten/antiken Denkmale“ (schwedisch fornminnen) im ehemaligen Socken Torhamn in der heutigen Gemeinde Karlskrona der südschwedischen Provinz Blekinge län, sie ist eine Teilliste der „Liste der Fornminnen in Blekinge“. Die Aufteilung basiert auf der historischen Zuordnung der Gebiete in Socken (siehe auch) und der Einteilung des Zentralamts für Denkmalpflege Riksantikvarieämbetet (RAÄ). Es werden die Fornminnen aufgeführt, die auf dem Suchdienst „Fornsök“ registriert sind, welcher weitere Informationen zu den bekannten kulturhistorischen Überresten in Schweden enthält.

## Begriffserklärung
Fornminnen (schwedisch für alte/antike Denkmale oder archäologische Funde) sind in Schweden alte Objekte und archäologische Funde (Fornlämningar), welche die Überreste menschlicher Aktivitäten in der Vergangenheit bezeichnen, die durch frühere Nutzung entstanden sind und dauerhaft aufgegeben wurden. Dabei gilt für Fornminnen, die vor 1850 entstanden sind, dass sie automatisch durch das Gesetz geschützt sind. Aber auch jüngere Überreste können zu Bodendenkmalen erklärt werden, wenn sie sich an ihrem ursprünglichen Standort befinden und weitgehend erdgebunden sind. Als Fornminnen zählen u. a. Siedlungen und Siedlungsreste aus prähistorischer Zeit, Gräber und Grabstätten, Burgruinen, Ruinen von Klöstern, Kirchen und Schlössern, Steine und Felsen mit Inschriften und Bildern (z. B. Runensteine und Petroglyphen), insofern sie nicht schon als Einzeldenkmal unter Byggnadsminnen (schwedisch für Baudenkmale) oder kyrkliga Kulturminnen (schwedisch für kirchliches Kulturgut) ausgewiesen sind.

## Legende
| ID           | = | ID.Nr. des Denkmalregisters (Fornsök) im schwedische Amt für nationales Kulturerbe (Riksantikvarieämbetet (RAÄ)) |
| Lage         | = | Koordinatenangabe des Standorts                                                                                  |
| Bezeichnung  | = | Bezeichnung des Denkmalobjekts (auch RAÄ-Nr.)                                                                    |
| Beschreibung | = | Name (Denkmaltyp/Dokumentenverweis im Arkivsök) sowie eine kurze Beschreibung des Objekts                        |
| Bild         | = | Bild des Objekts sowie Verweis auf weitere Bilder                                                                |

## Fornminnen Torhamn
| ID             | Lage    | Bezeichnung (RAÄ-Nr.) | Beschreibung | Bild           |
| -------------- | ------- | --------------------- | --- | -------------- |
| 10101700010001 | (Karte) | Torhamn 1:1           | Torhamn 1:1 (Gräberfeld / L1979:6677) bitte Beschreibung ergänzen | Weitere Bilder |
| 10101700030001 | (Karte) | Torhamn 3:1           | Torhamn 3:1 (Steinhügelgrab / L1979:6390) bitte Beschreibung ergänzen | Weitere Bilder |
| 10101700040001 | (Karte) | Torhamn 4:1           | Torhamn 4:1 (Steinhügelgrab / L1979:6458) bitte Beschreibung ergänzen | Weitere Bilder |
| 10101700050001 | (Karte) | Torhamn 5:1           | Torhamn 5:1 (Hügelgrab / L1979:6900) rundes (ca. 8 m Durchmesser) Hügelgrab (auch als schwedisch Pysslingebacken bekannt), etwa 1 km nördlich der Ortschaft Sandhamn und ca. 100 m östlich neben der Sandhamnsvägen, ungefähr 50 m nördlich davon befindet sich ein gleichnamiger steinzeitlicher Siedlungsplatz Torhamn 6:1 (L1979:6902) | Weitere Bilder |
| 10101700060001 | (Karte) | Torhamn 6:1           | Torhamn 6:1 (Siedlungsplatz / L1979:6902) Reste eines steinzeitlichen Siedlungsplatz (auch als schwedisch Pysslingebacken bekannt), etwa 1 km nördlich der Ortschaft Sandhamn und ca. 50 m östlich neben der Sandhamnsvägen, ungefähr 50 m südlich davon befindet sich das Hügelgrab Torhamn 5:1 (L1979:6900) | Weitere Bilder |
| 10101700110001 | (Karte) | Torhamn 11:1          | Torhamn 11:1 (Petroglyphe / L1979:7007) die Felsritzungen Horsahallen (auch als schwedisch Hästhallen bekannt) befinden sich ca. 3 km nördlich Torhamn und etwa 500 m östlich der Ortschaft Möckleryd. Das Areal besteht aus einem flachen im Wald hervorstehenden Felsplateau von etwa 19 x 10 m mit etwa 150 Figuren aus der Bronzezeit um 1000 v. Chr. , die Ritzungen zeigen u. a. Darstellungen von Schiffen, Tierfiguren (vierbeinig, als Pferde interpretiert, wovon der Platz seinen Namen hat), verschiedene Näpfe und Fußsohlen sowie 2 deutliche Menschfiguren. Der Fundort ist ein Teil des touristisch erschlossenen Radwanderwegs „Küstenstraße Südost“ schwedisch Kustvägen Sydost zwischen Torhamn und Kristianopel | Weitere Bilder |
| 10101700120001 | (Karte) | Torhamn 12:1          | Torhamn 12:1 (Petroglyphe / L1979:6354) der Fundort der Felsritzungen (auch als schwedisch Fläskosastenen bekannt) befindet sich im Wald nördlich der Ortschaft Möckleryd etwa 200 m nordwestlich von Torhamn 11:1 „Hästhallen“ (L1979:7007) bestehend aus über 50 Schalengruben mit verbundenen Rinnendarstellungen. Der Fundort ist ein Teil des touristisch erschlossenen Radwanderwegs „Küstenstraße Südost“ schwedisch Kustvägen Sydost zwischen Torhamn und Kristianopel | Weitere Bilder |
| 10101700130001 | (Karte) | Torhamn 13:1          | Torhamn 13:1 (Grabstein / L1979:6823) bitte Beschreibung ergänzen | Weitere Bilder |
| 10101700150001 | (Karte) | Torhamn 15:1          | Torhamn 15:1 (Gräberfeld / L1979:6459) bitte Beschreibung ergänzen | Weitere Bilder |
| 10101700160001 | (Karte) | Torhamn 16:1          | Torhamn 16:1 (Hügelgrab / L1979:6463) bitte Beschreibung ergänzen | Weitere Bilder |
| 10101700170001 | (Karte) | Torhamn 17:1          | Torhamn 17:1 (Petroglyphe / L1979:6934) bitte Beschreibung ergänzen | Weitere Bilder |
| 10101700180001 | (Karte) | Torhamn 18:1          | Torhamn 18:1 (Petroglyphe / L1979:6572) Die Felsritzungen befinden sich ca. 2 km nördlich der Ortschaft Svanhalla, etwa 500 m östlich der nach Norden verlaufenden Küstenstraße Torhamnsvägen bei Sibbeboda; auf einem etwa 8 x m großen Felsplateau befinden sich u. a. Darstellungen von Schiffen, Tieren (z.B. eine Schlange), verschiedene Näpfe und Fragmente; einige Schalengruben sind stark verwittert. Weitere kleinere 4 Felsritzungen (Torhamn 203, 204, 205 und 206) liegen im Umkreis von 30 m nordwestlich und etwa 50 m nördlich befindet auch sich die Felsritzung Torhamn 18:2 (L1979:6646) | Weitere Bilder |
| 10101700180002 | (Karte) | Torhamn 18:2          | Torhamn 18:2 (Petroglyphe / L1979:6646) Areal von etwa 30 kleineren Felsritzungen, ca. 2 km nördlich der Ortschaft Svanhalla, etwa 500 m östlich der nach Norden verlaufenden Küstenstraße Torhamnsvägen bei Sibbeboda sowie 2 weiteren kleineren Felsritzungen (Torhamn 201 und 202) im Abstand von etwa 20 m westlich; etwa 50 m südlich befinden sich auch die Felsritzungen Torhamn 18:1 (L1979:6572) | Weitere Bilder |
| 10101700200001 | (Karte) | Torhamn 20:1          | Torhamn 20:1 (Petroglyphe / L1979:6309) (auch als schwedisch Fürstska klippan bekannt)bitte Beschreibung ergänzen | Weitere Bilder |
| 10101700210001 | (Karte) | Torhamn 21:1          | Torhamn 21:1 (Fischerdorf / L1979:6866) bitte Beschreibung ergänzen | Weitere Bilder |
| 10101700260001 | (Karte) | Torhamn 26:1          | Torhamn 26:1 (Fischerdorf / L1979:6209) bitte Beschreibung ergänzen | Weitere Bilder |
| 10101700270001 | (Karte) | Torhamn 27:1          | Torhamn 27:1 (Kapelle / L1979:6751) (auch als schwedisch Kyrkestycket bekannt)bitte Beschreibung ergänzen | Weitere Bilder |
| 10101700280001 | (Karte) | Torhamn 28:1          | Torhamn 28:1 (Fischerdorf / L1979:6758) bitte Beschreibung ergänzen | Weitere Bilder |
| 10101700300001 | (Karte) | Torhamn 30:1          | Torhamn 30:1 (Fischerdorf / L1979:6871) bitte Beschreibung ergänzen | Weitere Bilder |
| 10101700340001 | (Karte) | Torhamn 34:1          | Torhamn 34:1 (Wallburg / L1979:6718) Reste einer ehemaligen Wallburg an der Nordspitze der Halbinsel Tomtö (auch als schwedisch Tomtöborg bekannt) im südlichen Teil des Hallarumsviken, etwa 1 km nordwestlich des Naturschutzgebiet „Stora Rom“, bestehend einen etwa 140 x 70 m großen Plateau umgeben von zwei Steinwällen. | Weitere Bilder |
| 10101700350001 | (Karte) | Torhamn 35:1          | Torhamn 35:1 (Grabstein / L1979:6719) bitte Beschreibung ergänzen | Weitere Bilder |
| 10101700380001 | (Karte) | Torhamn 38:1          | Torhamn 38:1 (Steinkreis / L1979:6391) bitte Beschreibung ergänzen | Weitere Bilder |
| 10101700390001 | (Karte) | Torhamn 39:1          | Torhamn 39:1 (Steinhügelgrab / L1979:6820) bitte Beschreibung ergänzen | Weitere Bilder |
| 10101700400001 | (Karte) | Torhamn 40:1          | Torhamn 40:1 (Steinsetzung / L1979:6821) bitte Beschreibung ergänzen | Weitere Bilder |
| 10101700420001 | (Karte) | Torhamn 42:1          | Torhamn 42:1 (Petroglyphe / L1979:6405) bitte Beschreibung ergänzen | Weitere Bilder |
| 10101700440001 | (Karte) | Torhamn 44:1          | Torhamn 44:1 (Steinsetzung / L1979:6932) bitte Beschreibung ergänzen | Weitere Bilder |
| 10101700450001 | (Karte) | Torhamn 45:1          | Torhamn 45:1 (Petroglyphe / L1979:6933) bitte Beschreibung ergänzen | Weitere Bilder |
| 10101700510001 | (Karte) | Torhamn 51:1          | Torhamn 51:1 (Sperr-Vorrichtung / L1979:6279) Fundstelle von Resten einer Ost-West Fahrwasser-Barriere (Lageplan) Torhamn 111 (L1978:2175) aus der Wikingerzeit zwischen der Anlegestelle schwedisch Dränganabben und der Schäreninsel schwedisch Flötserna in der Durchfahrt zum schwedisch Stickelsfjärd, bestehend aus bis zu 50 nachgewiesenen (meist Eichenholz) Pfählen, welche bis zu 1,5 m aus dem Meeresboden ragen. Bei Untersuchungen 1970 wurden an dieser Stelle 5 Pfähle für eine C14-Datierung und weitere Analysen geborgen. | Weitere Bilder |
| 10101700530001 | (Karte) | Torhamn 53:1          | Torhamn 53:1 (Kapelle / L1979:6740) bitte Beschreibung ergänzen | Weitere Bilder |
| 10101700550003 | (Karte) | Torhamn 55:3          | Torhamn 55:3 (Brunnen/Quelle / L1979:6392) eingefasste Brunnenanlage (2 × 2,5 m) einer Quelle mit eingemeißelten Steinen am Rand am Nordende der Schäreninsel Inlängan, etwa 5 km südwestlich von Torhamn. | Weitere Bilder |
| 10101700570001 | (Karte) | Torhamn 57:1          | Torhamn 57:1 (Steinsetzung / L1979:6500) bitte Beschreibung ergänzen | Weitere Bilder |
| 10101700580001 | (Karte) | Torhamn 58:1          | Torhamn 58:1 (Steinsetzung / L1979:6501) bitte Beschreibung ergänzen | Weitere Bilder |
| 10101700660001 | (Karte) | Torhamn 66:1          | Torhamn 66:1 (Fischerdorf / L1979:6853) bitte Beschreibung ergänzen | Weitere Bilder |
| 10101700680001 | (Karte) | Torhamn 68:1          | Torhamn 68:1 (Steinsetzung / L1979:6858) bitte Beschreibung ergänzen | Weitere Bilder |
| 10101700790001 | (Karte) | Torhamn 79:1          | Torhamn 79:1 (Steinsetzung / L1979:6968) bitte Beschreibung ergänzen | Weitere Bilder |
| 10101700800001 | (Karte) | Torhamn 80:1          | Torhamn 80:1 (Steinsetzung / L1979:6530) bitte Beschreibung ergänzen | Weitere Bilder |
| 10101700800002 | (Karte) | Torhamn 80:2          | Torhamn 80:2 (Steinsetzung / L1979:6532) bitte Beschreibung ergänzen | Weitere Bilder |
| 10101700870001 | (Karte) | Torhamn 87:1          | Torhamn 87:1 (Steinsetzung / L1979:6329) bitte Beschreibung ergänzen | Weitere Bilder |
| 10101700900001 | (Karte) | Torhamn 90:1          | Torhamn 90:1 (Tomtning / L1979:6552) bitte Beschreibung ergänzen | Weitere Bilder |
| 10101700900002 | (Karte) | Torhamn 90:2          | Torhamn 90:2 (Bootsanlegestelle / L1979:6842) bitte Beschreibung ergänzen | Weitere Bilder |
| 10101700910001 | (Karte) | Torhamn 91:1          | Torhamn 91:1 (Fischerdorf / L1979:6516) bitte Beschreibung ergänzen | Weitere Bilder |
| 10101700920001 | (Karte) | Torhamn 92:1          | Torhamn 92:1 (Tomtning / L1979:6552) quadratische etwa 5 x 5 m große prähistorische Tomtning mit einer Umrandung von ca. 0,5 m hohen Steinen und einem ca. 1,2 m hohen mittleren Steinblock auf der Insel Södraskär (zu Utklippan) südlich des Leuchtturms und etwa 50 m südlich des Fischerdorf Torhamn 91:1 (L1979:6516) | Weitere Bilder |
| 18000000070697 | (Karte) | Torhamn 110           | Torhamn 110 (Sperr-Vorrichtung / L1978:2174) bitte Beschreibung ergänzen | Weitere Bilder |
| 18000000070698 | (Karte) | Torhamn 111           | Torhamn 111 (Sperr-Vorrichtung / L1978:2175) Reste einer in Ost-West-Richtung verlaufenden Fahrwasser-Barriere Lageplan aus der Wikingerzeit zwischen der Anlegestelle schwedisch Dränganabben und der Schäreninsel schwedisch Flötserna in der Durchfahrt zum schwedisch Stickelsfjärd, bestehend aus bis zu 50 nachgewiesenen (meist Eichenholz) Pfählen, welche bis zu 1,5 m aus dem Meeresboden ragen. Bei Untersuchungen 1970 an der Stelle Torhamn 51:1 (L1979:6279) wurden 5 Pfähle für eine C14-Datierung und weitere Analysen geborgen. | Weitere Bilder |
| 12000000074150 | (Karte) | Torhamn 112           | Torhamn 112 (Gräberfeld / L1978:2720) bitte Beschreibung ergänzen | Weitere Bilder |
| 12000000074152 | (Karte) | Torhamn 113           | Torhamn 113 (Steinhügelgrab / L1978:2722) bitte Beschreibung ergänzen | Weitere Bilder |
| 12000000074153 | (Karte) | Torhamn 114           | Torhamn 114 (Petroglyphe / L1978:2723) bitte Beschreibung ergänzen | Weitere Bilder |
| 12000000074155 | (Karte) | Torhamn 115           | Torhamn 115 (Steinsetzung / L1978:2764) bitte Beschreibung ergänzen | Weitere Bilder |
| 12000000074156 | (Karte) | Torhamn 116           | Torhamn 116 (Steinsetzung / L1978:2765) bitte Beschreibung ergänzen | Weitere Bilder |
| 12000000074157 | (Karte) | Torhamn 117           | Torhamn 117 (Petroglyphe / L1978:2766) bitte Beschreibung ergänzen | Weitere Bilder |
| 12000000100450 | (Karte) | Torhamn 127           | Torhamn 127 (Steinsetzung / L1978:4488) bitte Beschreibung ergänzen | Weitere Bilder |
| 12000000100451 | (Karte) | Torhamn 128           | Torhamn 128 (Petroglyphe / L1978:4489) bitte Beschreibung ergänzen | Weitere Bilder |
| 12000000100454 | (Karte) | Torhamn 129           | Torhamn 129 (Gräberfeld / L1978:3180) bitte Beschreibung ergänzen | Weitere Bilder |
| 12000000100457 | (Karte) | Torhamn 130           | Torhamn 130 (Petroglyphe / L1978:3183) bitte Beschreibung ergänzen | Weitere Bilder |
| 12000000100459 | (Karte) | Torhamn 131           | Torhamn 131 (Steinsetzung / L1978:3187) bitte Beschreibung ergänzen | Weitere Bilder |
| 12000000100461 | (Karte) | Torhamn 133           | Torhamn 133 (Petroglyphe / L1978:3189) bitte Beschreibung ergänzen | Weitere Bilder |
| 12000000100464 | (Karte) | Torhamn 134           | Torhamn 134 (Petroglyphe / L1978:4018) bitte Beschreibung ergänzen | Weitere Bilder |
| 12000000100466 | (Karte) | Torhamn 135           | Torhamn 135 (Grabstein / L1978:4019) bitte Beschreibung ergänzen | Weitere Bilder |
| 12000000100467 | (Karte) | Torhamn 136           | Torhamn 136 (Petroglyphe / L1978:4020) bitte Beschreibung ergänzen | Weitere Bilder |
| 12000000100469 | (Karte) | Torhamn 137           | Torhamn 137 (Petroglyphe / L1978:3618) bitte Beschreibung ergänzen | Weitere Bilder |
| 12000000100473 | (Karte) | Torhamn 138           | Torhamn 138 (Steinsetzung / L1978:4119) bitte Beschreibung ergänzen | Weitere Bilder |
| 12000000100476 | (Karte) | Torhamn 140           | Torhamn 140 (Petroglyphe / L1978:4122) bitte Beschreibung ergänzen | Weitere Bilder |
| 12000000100478 | (Karte) | Torhamn 141           | Torhamn 141 (Petroglyphe / L1978:4124) bitte Beschreibung ergänzen | Weitere Bilder |
| 12000000100481 | (Karte) | Torhamn 142           | Torhamn 142 (Petroglyphe / L1978:4126) bitte Beschreibung ergänzen | Weitere Bilder |
| 12000000100483 | (Karte) | Torhamn 143           | Torhamn 143 (Grabstein / L1978:4233) bitte Beschreibung ergänzen | Weitere Bilder |
| 12000000100484 | (Karte) | Torhamn 144           | Torhamn 144 (Steinsetzung / L1978:4234) bitte Beschreibung ergänzen | Weitere Bilder |
| 12000000100485 | (Karte) | Torhamn 145           | Torhamn 145 (Steinsetzung / L1978:4235) bitte Beschreibung ergänzen | Weitere Bilder |
| 12000000100486 | (Karte) | Torhamn 146           | Torhamn 146 (Petroglyphe / L1978:4236) bitte Beschreibung ergänzen | Weitere Bilder |
| 12000000100488 | (Karte) | Torhamn 147           | Torhamn 147 (Petroglyphe / L1978:4242) bitte Beschreibung ergänzen | Weitere Bilder |
| 12000000100492 | (Karte) | Torhamn 150           | Torhamn 150 (Petroglyphe / L1978:4335) bitte Beschreibung ergänzen | Weitere Bilder |
| 12000000100495 | (Karte) | Torhamn 152           | Torhamn 152 (Petroglyphe / L1978:4344) bitte Beschreibung ergänzen | Weitere Bilder |
| 12000000100497 | (Karte) | Torhamn 153           | Torhamn 153 (Petroglyphe / L1978:4345) bitte Beschreibung ergänzen | Weitere Bilder |
| 12000000100500 | (Karte) | Torhamn 154           | Torhamn 154 (Petroglyphe / L1978:4268) bitte Beschreibung ergänzen | Weitere Bilder |
| 12000000100502 | (Karte) | Torhamn 155           | Torhamn 155 (Petroglyphe / L1978:4269) bitte Beschreibung ergänzen | Weitere Bilder |
| 12000000100504 | (Karte) | Torhamn 156           | Torhamn 156 (Petroglyphe / L1978:3070) bitte Beschreibung ergänzen | Weitere Bilder |
| 12000000100506 | (Karte) | Torhamn 157           | Torhamn 157 (Petroglyphe / L1978:3071) bitte Beschreibung ergänzen | Weitere Bilder |
| 12000000100508 | (Karte) | Torhamn 158           | Torhamn 158 (Petroglyphe / L1978:3641) bitte Beschreibung ergänzen | Weitere Bilder |
| 12000000100511 | (Karte) | Torhamn 160           | Torhamn 160 (Petroglyphe / L1978:3737) bitte Beschreibung ergänzen | Weitere Bilder |
| 12000000100513 | (Karte) | Torhamn 161           | Torhamn 161 (Petroglyphe / L1978:4283) bitte Beschreibung ergänzen | Weitere Bilder |
| 12000000100516 | (Karte) | Torhamn 163           | Torhamn 163 (Petroglyphe / L1978:4364) bitte Beschreibung ergänzen | Weitere Bilder |
| 12000000100518 | (Karte) | Torhamn 164           | Torhamn 164 (Petroglyphe / L1978:4370) bitte Beschreibung ergänzen | Weitere Bilder |
| 12000000103057 | (Karte) | Torhamn 165           | Torhamn 165 (Steinhügelgrab / L1978:5854) bitte Beschreibung ergänzen | Weitere Bilder |
| 12000000114724 | (Karte) | Torhamn 170           | Torhamn 170 (Petroglyphe / L1978:6599) bitte Beschreibung ergänzen | Weitere Bilder |
| 12000000114727 | (Karte) | Torhamn 173           | Torhamn 173 (Petroglyphe / L1978:6642) bitte Beschreibung ergänzen | Weitere Bilder |
| 12000000114762 | (Karte) | Torhamn 180           | Torhamn 180 (Steinsetzung / L1978:6532) bitte Beschreibung ergänzen | Weitere Bilder |
| 12000000114763 | (Karte) | Torhamn 181           | Torhamn 181 (Steinsetzung / L1978:6547) bitte Beschreibung ergänzen | Weitere Bilder |
| 12000000114988 | (Karte) | Torhamn 182           | Torhamn 182 (Petroglyphe / L1978:6525) bitte Beschreibung ergänzen | Weitere Bilder |
| 12000000114989 | (Karte) | Torhamn 183           | Torhamn 183 (Petroglyphe / L1978:6526) bitte Beschreibung ergänzen | Weitere Bilder |
| 12000000114990 | (Karte) | Torhamn 184           | Torhamn 184 (Petroglyphe / L1978:6535) bitte Beschreibung ergänzen | Weitere Bilder |
| 12000000114991 | (Karte) | Torhamn 185           | Torhamn 185 (Petroglyphe / L1978:6536) bitte Beschreibung ergänzen | Weitere Bilder |
| 12000000114994 | (Karte) | Torhamn 186           | Torhamn 186 (Petroglyphe / L1978:6539) bitte Beschreibung ergänzen | Weitere Bilder |
| 12000000115000 | (Karte) | Torhamn 188           | Torhamn 188 (Petroglyphe / L1978:6667) bitte Beschreibung ergänzen | Weitere Bilder |
| 12000000125702 | (Karte) | Torhamn 195           | Torhamn 195 (Steinsetzung / L1978:7393) bitte Beschreibung ergänzen | Weitere Bilder |
| 12000000125993 | (Karte) | Torhamn 198           | Torhamn 198 (Steinsetzung / L1978:7459) bitte Beschreibung ergänzen | Weitere Bilder |